# Madarankapalli, Srinivaspur
Madarankapalli là một làng thuộc tehsil Srinivaspur, huyện Kolar, bang Karnataka, Ấn Độ.